# Giovanni Francesco Pressenda
 (décembre 2012).
Si vous disposez d'ouvrages ou d'articles de référence ou si vous connaissez des sites web de qualité traitant du thème abordé ici, merci de compléter l'article en donnant les références utiles à sa vérifiabilité et en les liant à la section « Notes et références ».
Giovanni Francesco Pressenda (né à Lequio Berria dans l'actuelle province de Coni, alors dans le royaume de Sardaigne et mort le 12 décembre 1854 à Turin) est un luthier italien.